# Ivica Dukan
Ivica Dukan (Spalato, 27 settembre 1956) è un ex cestista jugoslavo.
È il padre di Duje Dukan.

## Carriera
Con la Jugoslavia ha disputato i Giochi del Mediterraneo di Spalato 1979.

## Palmarès
- YUBA liga: 1

Spalato: 1976-77
- Coppa di Jugoslavia: 1

Spalato: 1977
- Coppa Korać: 2

Spalato: 1975-76, 1976-77